# 柴田俊治
柴田 俊治（しばた としはる、1931年1月19日 - 2015年10月4日）は、日本の実業家。朝日放送の元社長・会長・相談役。

## 来歴・人物
大阪府大阪市出身。旧制大阪高等学校を経て、1953年に京都大学文学部卒業後、朝日新聞社へ入社。深代惇郎とは同期。社会部員、外報部員、サイゴン、パリ各支局長、ヨーロッパ総局長、1976年東京本社外報部長、1983年大阪本社編集局長、1987年朝日放送取締役、1989年常務、1990年専務、1995年6月社長、2002年6月27日会長、2005年6月28日相談役。その他には大阪日伊協会会長、社団法人アジア協会アジア友の会会長などを歴任した。

## 著書
単著
- 「アジアそこにいる僕ら」（朝日新聞社）
- 「遥かなヨーロッパ」（朝日新聞社）
- 「日本人と国際人」（ダイヤモンド社）

共著
- 深代惇郎「記者ふたり 世界の街角から」（朝日新聞社）

※この他宝塚歌劇で上演された「凱旋門」（2000年・雪組）や「琥珀色の雨にぬれて」（2002年・花組）の公演プログラムにも本人の執筆によるエッセイが掲載されている。